# Chamaeleo rudis
Chamaeleo rudis är en ödleart som beskrevs av  George Albert Boulenger 1906. Chamaeleo rudis ingår i släktet Chamaeleo och familjen kameleonter. Inga underarter finns listade i Catalogue of Life.